# نيوجغرافيا

مسرح أوربيس تيراروم

النيوجغرافيا ("الجغرافيا الجديدة") (بالإنجليزية: Neogeography)‏، هو استخدام التقنيات الجغرافية والأدوات الشخصية والأنشطة المجتمعية من قبل مجموعة من المستخدمين من غير الخبراء. مجالات تطبيق النيوجغرافيا عادة ما تكون غير رسمية أو تحليلية. استخدم مصطلح الجغرافيا الجديدة عام 1922 على الأقل. وفي أوائل الخمسينيات من القرن الماضي في الولايات المتحدة، كان مصطلحًا مستخدمًا في علم اجتماع الإنتاج والعمل.